# Raymond Deslandes
Pour les articles homonymes, voir Deslandes.
Raymond Deslandes, dit Raimond Deslandes, né le 12 juillet 1825 à Yvetot et mort le 22 mars 1890 à Monaco,,, est un journaliste, dramaturge et directeur de théâtre français.
Il est l'auteur, seul ou en collaboration avec d'autres (notamment avec Eugène Labiche), de nombreuses comédies. Il a également dirigé le théâtre du Vaudeville.

## Biographie
Fils de Louise Dumont et de Pierre David Deslandes, marchand orfèvre, directeur du Mont-de-Piété de Dieppe, Deslandes a tenu une grande place dans le théâtre de son époque, bien plus par sa situation de directeur expérimenté que par ses ouvrages, qui sont assez peu connus. Dramaturge néanmoins estimable, il a cependant donné plus de vingt pièces : les Trois Racan, la Terre promise, le Château des Tilleuls, Eva, On dira des bêtises, Madame Bijou, le Marquis d’Harpagon, Une fille d’Ève, Antoinette Rigaud, cette dernière pièce à la Comédie-Française.
Mais ce qui faisait de Raimond Deslandes quelqu’un, c’était cette situation considérable de directeur principal du Vaudeville, c’étaient ses amitiés solides avec Dumas, Augier, Sardou, Daudet, Gondinet, tous les maitres du théâtre de son époque. Il a monté, en quinze ans, dix pièces, devenues célèbres.
Après Montigny, il fut le plus autorisé des directeurs parisiens, l’un des hommes les plus considérables du théâtre de son époque. Le rédacteur de sa nécrologie dans le Petit Journal ajoute : « C’était un honnête homme, ce qui ne gâte rien. »
Il est mort à Monte-Carlo, où il était allé tardivement chercher la guérison d’une maladie de foie qui le minait depuis longtemps. À l’issue de ses obsèques à Notre-Dame-de-Lorette, il a été inhumé au cimetière de Montmartre, 28e division,. 

## Distinction
Il avait été élevé au rang de chevalier de la Légion d'honneur par décret du 13 août 1866.